# Olbersdorf
Olbersdorf és un municipi alemany que pertany a l'estat de Saxònia. Limita al nord i est amb Zittau, al sud amb Oybin, al sud-oest amb Jonsdorf i a l'oest amb Bertsdorf-Hörnitz.

## Evolució demogràfica
| Any  | Població |
| 1834 | 2.151    |
| 1871 | 3.124    |
| 1890 | 3793     |
| 1910 | 5.463    |
| 1925 | 5.840    |
| 1939 | 5.896    |
| 1946 | 6.674    |
| 1950 | 6.626    |
| 1964 | 6.633    |
| 1990 | 6.994    |
| 2000 | 6.837    |